# Vesela (ort)
Vesela är en ort i Bosnien och Hercegovina.   Den ligger i entiteten Federationen Bosnien och Hercegovina, i den centrala delen av landet, 80 km väster om huvudstaden Sarajevo. Vesela ligger 599 meter över havet och antalet invånare är 1 300.
Terrängen runt Vesela är huvudsakligen kuperad. Vesela ligger nere i en dal. Närmaste större samhälle är Bugojno, 3,3 km nordost om Vesela. 
I omgivningarna runt Vesela växer i huvudsak blandskog. Runt Vesela är det ganska tätbefolkat, med 93 invånare per kvadratkilometer.